# Ponte (Guimarães)
Ponte (também conhecida como S. João de Ponte) é uma vila portuguesa sede da Freguesia de Ponte do Município de Guimarães, freguesia com 6,01 km² de área e 6 687 habitantes (censo de 2021) tendo, assim, uma densidade populacional de 1 112,6 hab./km².
A povoação de Ponte foi elevada à categoria de vila em 1995.

## Demografia
A população registada nos censos foi:
| Distribuição da População por Grupos Etários | Distribuição da População por Grupos Etários | Distribuição da População por Grupos Etários | Distribuição da População por Grupos Etários | Distribuição da População por Grupos Etários |
| -------------------------------------------- | -------------------------------------------- | -------------------------------------------- | -------------------------------------------- | -------------------------------------------- |
| Ano                                          | 0-14 Anos                                    | 15-24 Anos                                   | 25-64 Anos                                   | > 65 Anos                                    |
| 2001                                         | 1492                                         | 1057                                         | 3548                                         | 500                                          |
| 2011                                         | 1207                                         | 829                                          | 3902                                         | 672                                          |
| 2021                                         | 972                                          | 788                                          | 3854                                         | 1073                                         |

## História
Elevada a sua sede à categoria de vila pela lei n.º 71/95 de 30 de agosto de 1995 , a Freguesia de Ponte é uma das maiores e mais extensas freguesias do município de Guimarães.
A vila de Ponte localiza-se na estrada que liga Guimarães a Braga (EN 101). Dista cerca de 5km da primeira de 16km da segunda.
A designação toponímica desta terra nasce de uma estrutura pétrea erguida sobre o rio Ave, a Ponte sobre o Rio Ave
. Esta "ponte petrina", próxima do extinto cenóbio de S. João Baptista, é referenciada em 1059, numa doação de Ramiro II ao mosteiro vimaranense, fundado pela Condessa Mumadona. 
A origem da própria freguesia é ainda mais antiga, existindo escritos de Abril de 911, cujo documento faz menção à ‘villa’ e ‘ecclesia’ de “Sancti Johannis in ripa de Ave”, provavelmente vindo daqui o outro nome comummente dado à vila - São João de Ponte. Pertencendo sempre ao termo de Guimarães, Ponte foi propriedade de D. Pedro Alvites, em finais do século XII. Ferreira de Almeida, célebre protestante, aponta para a existência de "restos de arquitectura pré-românica e/ou visigótica" em S. João de Ponte, indicando que restos de cerâmica comum ou de construção, assim como um pequeno "cossoiro", surgiram no lugar do Passal.
O seu crescimento económico tem sido proporcionalmente elevado nos últimos anos, originando a construção do Parque Industrial do Miogo, que é hoje um porta-estandarte da localidade. Este foi também, em 1995, um dos motivadores da elevação da sede da freguesia a vila. O sector industrial, em especial a indústria de têxteis, é a maior força económica da vila.

### Parque da Ínsua
O Parque da Ínsua, em plena freguesia de Ponte, foi inaugurado em 2008 e apenas um ano depois, em 2009, arrecadou o Prémio Nacional de Arquitetura Paisagística, na categoria de Espaços Públicos Urbanos. Este parque, projetado pela arquiteta Rita Salgado, representa uma bela ligação entre a urbanidade que ali se vive e a margem do rio Ave. 
Antes da sua existência, este local estava praticamente abandonado e muito deteriorado, o que faz com que a construção deste espaço verde muito atrativo tenha sido uma espécie de “lufada de ar fresco” na freguesia e áreas periféricas. O objetivo da construção deste parque foi também no sentido de aumentar e fortalecer a quantidade e qualidade de espaços verdes coletivos de recreação e lazer ao longo do Rio Ave. Nesse especto, o concelho e o rio Ave puderam assistir a um aumento de espaço verde com 4,3 hectares, surgindo muito próximo e quase que em continuação dos parques de lazer de Caldelas e um outro já existente em Ponte. No seu plano de arquitetura e execução, foi muito importante o seu enquadramento e proteção, uma vez que, além da sua adjacência ao rio Ave, é composto por um ecossistema sensível e suscetível de impacto ambiental. No Parque de Lazer da Ínsua foi ainda instalado um parque infantil e de atividades, abrangendo todas as idades, com elementos de diversão e lazer adequados. Está também equipado a rigor com todas as condições de utilização para fazer atividade física, nomeadamente a prática de caminhadas, contendo mobiliário urbano de conforto e iluminação pública. 
O projeto prevê ainda a construção de uma pequena mini-hídrica no açude existente no Rio Ave. Este inovador sistema permitirá a reutilização, reconversão, e recuperação das infraestruturas existentes no local, nomeadamente o açude e o moinho em ruínas, podendo-se, assim, aproveitar a força da água para produzir energia elétrica. A recuperação da ruína do antigo moinho será uma realidade, na qual será instalada a turbina e o gerador. Este aproveitamento hidroelétrico enquadra-se na política de implementação de energias renováveis. A Estrada Nacional 101, que passa ali muito perto, é um ponto de vantagem para o parque, que o torna geograficamente muito bem localizado.

### Obelisco de Ponte
Este monumento, único no concelho de Guimarães, foi inaugurado a 09 de junho de 2017, no âmbito das Festividades do Dia do Agrupamento Arqueólogo Mário Cardoso, de Ponte. Da autoria do escultor vimaranense, Dinis Ribeiro, o monumento em granito, com mais de 6 metros de altura, foi erigido na recém construída rotunda, localizada no cruzamento da Travessa Monte da Ínsua, com a Rua Monte da Ínsua, em homenagem à nossa comunidade educativa de Ponte. Todas as turmas da EB 2,3 Arqueólogo Mário Cardoso de Ponte estão representadas com símbolos gravados (alfabeto fenício) no monumento, a par das palavras “Ediscere, Scire, Agere, Vincere” (Estudar ou Aprender, Saber, Agir e Vencer).

## Património
- Ponte do Rio Ave ou Ponte das Taipas[11][12]
- Igreja Matriz de Ponte
- Capelas (Sr. dos Aflitos e São José – Campelos)
- Cruzeiro
- Alminhas de Campelos
- Quinta da Ribeira
- Obelisco de Ponte

## Atividades económicas
- Agricultura
- Comércio
- Indústria têxtil

## Coletividades/associações
- Clube Desportivo de Ponte
- Clube Operário de Campelos
- Corpo Nacional de Escutas – Agrupamento Nº 307
- Amigos do Tacho

- ARCAP - Academia Recreativa e Cultural “Amigos de Ponte”

- Capella Jubilemus de Ponte
- Centro Popular dos Trabalhadores de Ponte
- Centro Social, Recreativo e Cultural de Campelos
- Grupo Coral Litúrgico de Campelos
- Grupo Coral de Ponte
- Mini Coral

## Feiras, festas e romarias
- São João (24 de Junho)
- Nossa Senhora do Rosário (Maio)
- Festa do Santíssimo Sacramento (1º fim de semana de Junho)
- Senhor dos Aflitos (Setembro)

## Gastronomia
- Rojões com papas de sarrabulho

## Outros locais
- Igreja Velha de Santa Maria de Corvite
- Antiga Escola Básica 1ºCiclo de Igreja
- Escola 2,3 Arqueólogo Mário Cardoso
- Quinta da Ribeira
- Capela de Campelos
- Escola Básica 1ºCiclo de Campelos
- Parque Lazer de Ponte
- Campo Desportivo do C.D.Ponte
- Centro de Saúde de Ponte
- Parque de jogos de Ponte
- Parque de jogos de Campelos (Ponte)
- Indoor relvado de Ponte
- In Guimarães Retail Park em Vila de Ponte
- Parque de Lazer da Ínsua
- Centro Escolar de Ponte (2011)

## Política

### Eleições autárquicas (Junta de Freguesia)
| Partido | 1976 | 1976 | 1979 | 1979 | 1982 | 1982 | 1985 | 1985 | 1989 | 1989 | 1993 | 1993 | 1997 | 1997 | 2001 | 2001 | 2005 | 2005 | 2009 | 2009 | 2013 | 2013 |
| Partido | %    | M    | %    | M    | %    | M    | %    | M    | %    | M    | %    | M    | %    | M    | %    | M    | %    | M    | %    | M    | %    | M    |
| ------- | ---- | ---- | ---- | ---- | ---- | ---- | ---- | ---- | ---- | ---- | ---- | ---- | ---- | ---- | ---- | ---- | ---- | ---- | ---- | ---- | ---- | ---- |
| PS      | 44,3 | 4    | 34,5 | 5    | 55,2 | 8    | 21,1 | 2    | 43,1 | 4    | 56,4 | 6    | 49,9 | 5    | 45,0 | 5    | 46,9 | 5    | 42,7 | 6    | 40,0 | 6    |
| PPD/PSD | 37,1 | 4    |      |      |      |      | 21,2 | 2    | 9,6  | 1    | 23,4 | 2    | 27,5 | 2    | 34,1 | 3    | 19,6 | 2    |      |      |      |      |
| CDS-PP  | 13,1 | 1    |      |      |      |      | 26,8 | 3    | 35,7 | 4    | 10,2 | 1    | 9,9  | 1    | 4,6  | -    | 2,7  | -    |      |      |      |      |
| AD      |      |      | 37,2 | 5    | 29,5 | 4    |      |      |      |      |      |      |      |      |      |      |      |      |      |      |      |      |
| APU/CDU |      |      | 22,9 | 3    | 11,8 | 1    | 13,0 | 1    | 8,2  | -    | 7,2  | -    | 9,7  | 1    | 11,9 | 1    | 16,1 | 1    | 7,6  | 1    | 10,5 | 1    |
| IND     |      |      |      |      |      |      | 14,1 | 1    |      |      |      |      |      |      |      |      |      |      | 6,7  | 1    |      |      |
| B.E.    |      |      |      |      |      |      |      |      |      |      |      |      |      |      |      |      | 9,4  | 1    | 2,1  | -    |      |      |
| PSD-CDS |      |      |      |      |      |      |      |      |      |      |      |      |      |      |      |      |      |      | 38,4 | 5    | 44,9 | 6    |